# Paroisse de Lancaster
Pour l’article homonyme, voir Lancaster.
La paroisse de Lancaster était une paroisse du Nouveau-Brunswick (Canada). Elle fut créée en 1786 à partir de territoires non-organisés du comté de Saint-Jean. C'était en fait l'une des quatre paroisses originelles du comté et l'une des 36 premières de la province. La paroisse de Musquash en fut séparée en 1877. La municipalité du comté de Saint-Jean est dissoute en 1966. La paroisse de Lancaster devint un district de services locaux en 1967 mais fut annexée à la cité de Saint-Jean la même année,.